# Сар-Яр
Сар-Яр — річка в Молдові (Гагаузія) й Тараклійському районі. Ліва притока річки Ялпугу (басейн Дунаю).

## Опис
Довжина річки приблизно 16,12 км, найкоротша відстань між витоком і гирлом — 15,22 км, коефіцієнт звивистості річки — 1,06. На деяких ділянках річка пересихає.

## Розташування
Бере початок на північній околиці села Копчак і тече переважно на південний захід понад селом. Далі тече понад селом Кайраклія і впадає у річку Ялпуг.

## Цікаві факти
- На річці існують водокачки та газгольдери[1].